# Ponto em polígono

Um exemplo de um simples polígono

Em geometria computacional, o problema ponto em polígono (PIP) pergunta se um dado ponto no plano repousa dentro, fora ou na borda do polígono. É um caso especial de problemas de localização de pontos e encontra aplicações em áreas que lidam com o processamento de dados geométricos, tais como computação gráfica, visão computacional e sistemas de informação geográfica (SIG) e CAD.
Uma descrição precoce do problema em computação gráfica mostra duas abordagens comuns (ray casting e o soma de ângulo) em uso no começo de 1974.
Uma tentativa de gráficos de computador veteranos para rastrear o histórico do problema e alguns truques para a sua solução pode ser encontrada em um problema do Ray Tracing News.